# Chrissie Hynde
Chrissie Hynde, all'anagrafe Christine Ellen Hynde (Akron, 7 settembre 1951), è una cantautrice statunitense, nota per essere leader del gruppo The Pretenders.

## Biografia
Figlia di una segretaria e di un dirigente delle Yellow Pages, si diplomò alla Firestone High School di Akron, in Ohio. Si interessò alla cultura hippy e al misticismo orientale e, durante gli anni alla Kent State University's Art School, entrò a far parte di un gruppo musicale chiamato Sat. Sun. Mat., che includeva anche Mark Mothersbaugh dei Devo. Era presente il giorno della sparatoria della Kent State, durante la quale gli agenti di polizia uccisero alcuni studenti aderenti alla protesta, tra cui un suo amico.
Nel 1973 si trasferì a Londra, dove incontrò il critico della rivista musicale NME, Nick Kent, che la aiutò a trovare un lavoro come giornalista. L'interesse non durò molto e poco dopo venne assunta come commessa nel negozio di abbigliamento "Sex", gestito da Malcolm McLaren e Vivienne Westwood. Nel 1975, Hynde fece ritorno a Cleveland.
Nel 1976 fu nuovamente in Europa, in Francia, dove sostituì il cantante del gruppo The Frenchies e quindi a Londra, allora nel pieno del movimento punk 77, in cerca di un gruppo in cui suonare. Malcolm McLaren la aiutò ad entrare nei Masters of the Backside come chitarrista, ma le venne chiesto di lasciare quando cambiarono genere diventando The Damned. 
A causa di problemi con l'UK Immigration Service, cercò di convincere prima Steve Jones e poi Johnny Rotten dei Sex Pistols, anch'essi sotto la guida di McLaren, a sposarla in un matrimonio fittizio per ottenere un visto lavorativo. La versione di Chrissie Hynde dell'episodio è che Rotten "si offrì di accompagnarmi a un ufficio civile e di fare l'innominabile" ma si tirò indietro subito dopo, al che Sid Vicious si offrì di prendere il suo posto. Tuttavia, quando la mattina seguente si presentarono all'ufficio, scoprirono che era chiuso per festività prolungata. Dato che il giorno ancora successivo Vicious doveva comparire in un'udienza processuale, non se ne fece più nulla.
Successivamente venne ingaggiata nel gruppo di Mick Jones, The Clash, come chitarrista per un tour, che lasciò di nuovo, in cerca di una propria band.
Nel 1978 spedì un demo a Dave Hill, proprietario dell'etichetta discografica Real Records. Hill accettò di farle da manager mettendole a disposizione uno studio di registrazione a Covent Garden, a Londra, e la sollecitò a formare un gruppo. Nella primavera dello stesso anno, Hynde incontrò il bassista Pete Farndon col quale formò un gruppo insieme al chitarrista James Honeyman-Scott e al batterista Martin Chambers. Il nome del gruppo, The Pretenders, era ispirato alla canzone The Great Pretender dei The Platters.

### Vita privata
Chrissie Hynde ha due figlie, Natalie Rae Hynde, nata nel 1983 dal rapporto con l'allora cantante dei Kinks, Ray Davies, e Yasmin Kerr, nata nel 1985 dal matrimonio col cantante dei Simple Minds, Jim Kerr. I due divorziarono nel 1990. Hynde si risposò nel 1997 con l'artista Lucho Brieva, dal quale si separò nel 2002.
Vive a Londra. È vegetariana, attivista dei diritti degli animali e sostenitrice della PETA. Era proprietaria di un ristorante ad Akron, in Ohio, suo luogo di origine, chiamato VegiTerranean, rimasto aperto dal 2007 al 2011.

## Discografia parziale

### Discografia con i Pretenders
Album in studio
- 1980 - Pretenders
- 1981 - Pretenders II
- 1984 - Learning to Crawl
- 1986 - Get Close
- 1990 - Packed!
- 1994 - Last of the Independents
- 1999 - ¡Viva el Amor!
- 2002 - Loose Screw
- 2008 - Break Up the Concrete
- 2016 - Alone
- 2020 - Hate for Sale
- 2023 - Relentless

Album dal vivo
- 1995 - The Isle of View
- 2010 - Live in London

Raccolte
- 1987 - The Singles
- 2000 - Greatest Hits
- 2006 - Pirate Radio

EP
- 1981 - Extended Play

### Discografia solista
Album
- 1990 - King Biscuit Flower Hour presents Chrissie Hynde & The Pretenders (con The Pretenders)
- 2010 - Fidelity! (con John-Paul Jones e The Fairground Boys)
- 2014 - Stockholm

### Discografia come Chrissie Hinde with The Valve
Album
- 2019 - Valve Bone Woe